# Gonatocerus helavai
Gonatocerus helavai är en stekelart som beskrevs av Yoshimoto 1990. Gonatocerus helavai ingår i släktet Gonatocerus och familjen dvärgsteklar.
Artens utbredningsområde är Panama. Inga underarter finns listade i Catalogue of Life.